# Чемпіонат Європи з легкої атлетики в приміщенні 2009
Чемпіонат Європи з легкої атлетики в приміщенні 2009 відбувся 6-8 березня у Турині в палаці «Овал Лінготто».

## Призери

### Чоловіки
| Дисципліни            | Золото                                                             | Золото      | Срібло                                                         | Срібло   | Бронза                                                        | Бронза       |
| --------------------- | ------------------------------------------------------------------ | ----------- | -------------------------------------------------------------- | -------- | ------------------------------------------------------------- | ------------ |
| 60 метрів             | Двейн Чамберс Велика Британія                                      | 6,46        | Фабіо Черутті Італія                                           | 6,56     | Емануеле ді Грегоріо Італія                                   | 6,56         |
| 400 метрів            | Йохан Віссман Швеція                                               | 45,89       | Клаудіо Лікк'ярделло Італія                                    | 46,32    | Йоан В'єру Румунія                                            | 46,54        |
| 800 метрів            | Юрій Борзаковський Росія                                           | 1.48,55     | Луїс Альберто Марко Іспанія                                    | 1.49,14  | Маттіас Клессон Швеція                                        | 1.49,32      |
| 1500 метрів           | Руй Сілва Португалія                                               | 3.44,38     | Дієго Руїс Іспанія                                             | 3.44,70  | Йоанн Коваль Франція                                          | 3.44,75      |
| 3000 метрів           | Мо Фара Велика Британія                                            | 7.40,17 CR  | Буабделлах Тахрі Франція                                       | 7.42,14  | Хесус Еспанья Іспанія                                         | 7.43,29      |
| 60 метрів з бар'єрами | Ладжі Дукуре Франція                                               | 7,55        | Грегорі Седок Нідерланди                                       | 7,55     | Петр Свобода Чехія                                            | 7,61         |
| 4×400 метрів          | ІталіяЯкопо Марін Маттео Гальван Доменіко Рао Клаудіо Лікк'ярделло | 3.06,68     | Велика БританіяРічард Бак Нік Ліві Найджел Лівайн Філіп Тейлор | 3.07,04  | ПольщаЯн Цепеля Марцин Марцинішин Ярослав Васяк Пйотр Климчак | 3.07,04      |
| Стрибки у висоту      | Іван Ухов Росія                                                    | 2,32        | Олексій Дмитрик РосіяКіріакос Йоанну Кіпр                      | 2,29     | не вручалась                                                  | не вручалась |
| Стрибки з жердиною    | Рено Лавіллені Франція                                             | 5,81        | Павло Герасимов Росія                                          | 5,76     | Александр Штрауб Німеччина                                    | 5,76         |
| Стрибки у довжину     | Себастьян Баєр Німеччина                                           | 8,71 EIR CR | Нільс Вінтер Німеччина                                         | 8,22     | Марцин Стажак Польща                                          | 8,18         |
| Потрійний стрибок     | Фабріціо Донато Італія                                             | 17,59 CR    | Віктор Ястребов Україна                                        | 17,25    | Ігор Спасовходський Росія                                     | 17,15        |
| Штовхання ядра        | Томаш Маєвський Польща                                             | 21,02       | Ів Ніаре Франція                                               | 20,42    | Ральф Бартельс Німеччина                                      | 20,39        |
| Семиборство           | Мікк Пахапілл Естонія                                              | 6362        | Олексій Касьянов Україна                                       | 6205 NIR | Роман Шебрле Чехія                                            | 6142         |

### Жінки
| Дисципліни            | Золото                                                              | Золото  | Срібло                                                            | Срібло  | Бронза                                                                | Бронза  |
| --------------------- | ------------------------------------------------------------------- | ------- | ----------------------------------------------------------------- | ------- | --------------------------------------------------------------------- | ------- |
| 60 метрів             | Євгенія Полякова Росія                                              | 7,18    | Еззіне Окпараебо Норвегія                                         | 7,21    | Верена Зайлер Німеччина                                               | 7,22    |
| 400 метрів            | Антоніна Кривошапка Росія                                           | 51,18   | Наталія Пигида Україна                                            | 51,44   | Дар'я Сафонова Росія                                                  | 51,85   |
| 800 метрів            | Марія Савінова Росія                                                | 1.58,10 | Оксана Зброжек Росія                                              | 1.59,20 | Еліза Кузма Піччоне Італія                                            | 2.00,23 |
| 1500 метрів[a]        | Наталія Родрігес Іспанія                                            | 4.08,72 | Соня Роман Словенія                                               | 4.11,42 | Ройзін Мак-Геттіган Ірландія                                          | 4.11,58 |
| 3000 метрів           | Алеміту Бекеле Туреччина                                            | 8.46,50 | Сара Морейра Португалія                                           | 8.48,18 | Мері Каллен Ірландія                                                  | 8.48,47 |
| 60 метрів з бар'єрами | Елін Берінгс Бельгія                                                | 7,92    | Люціє Шкробакова Чехія                                            | 7,95    | Дервал О'Рурк Ірландія                                                | 7,97    |
| 4×400 метрів          | РосіяНаталія Антюх Дар'я Сафонова Олена Войнова Антоніна Кривошапка | 3.29,12 | Велика БританіяДонна Фрейзер Кім Волл Вікторія Берр Мерілін Окоро | 3.30,42 | БілорусьОлена Кієвич Катерина Бобрик Анна Ташпулатова Катерина Мішина | 3.35,03 |
| Стрибки у висоту      | Аріане Фрідріх Німеччина                                            | 2,01    | Рут Бейтья Іспанія                                                | 1,99    | Вікторія Клюгіна Росія                                                | 1,96    |
| Стрибки з жердиною    | Юлія Голубчикова Росія                                              | 4,75    | Зільке Шпігельбург Німеччина                                      | 4,75    | Анна Баттке Німеччина                                                 | 4,65    |
| Стрибки у довжину     | Ксенія Балта Естонія                                                | 6,87    | Олена Соколова Росія                                              | 6,84    | Ольга Кучеренко Росія                                                 | 6,82    |
| Потрійний стрибок     | Анастасія Таранова-Потапова Росія                                   | 14,68   | Марія Шестак Словенія                                             | 14,60   | Дана Велдякова Словаччина                                             | 14,40   |
| Штовхання ядра        | Петра Ламмерт Німеччина                                             | 19,66   | Деніз Гінріхс Німеччина                                           | 19,63   | Анка Гелтне Румунія                                                   | 18,71   |
| П'ятиборство          | Анна Богданова Росія                                                | 4761    | Йоланда Кейзер Нідерланди                                         | 4644    | Антуанетта Нана Джиму Франція                                         | 4618    |

a  У червні 2014 ІААФ повідомила про застосування санкцій до російської бігунки на 1500 метрів Анни Альмінової. На підставі відхилень показників крові, зафіксованих у біологічному паспорті, спортсменка була дискваліфікована на 30 месяців (з грудня 2011 до травня 2014). Крім цього, всі її результати, показані після 16 лютого 2009, були анульовані, в тому числі «золото» чемпионата Європи в приміщенні-2009 на дистанції 1500 м з результатом 4.07,76.

## Медальний залік
| Місце               | Країна              | Золото | Срібло | Бронза | Загалом |
| ------------------- | ------------------- | ------ | ------ | ------ | ------- |
| 1                   | Росія               | 9      | 4      | 4      | 17      |
| 2                   | Німеччина           | 3      | 3      | 4      | 10      |
| 3                   | Італія              | 2      | 2      | 2      | 6       |
| 3                   | Франція             | 2      | 2      | 2      | 6       |
| 5                   | Велика Британія     | 2      | 2      | 0      | 4       |
| 6                   | Естонія             | 2      | 0      | 0      | 2       |
| 7                   | Іспанія             | 1      | 3      | 1      | 5       |
| 8                   | Португалія          | 1      | 1      | 0      | 2       |
| 9                   | Польща              | 1      | 0      | 2      | 3       |
| 10                  | Швеція              | 1      | 0      | 1      | 2       |
| 11                  | Бельгія             | 1      | 0      | 0      | 1       |
| 11                  | Туреччина           | 1      | 0      | 0      | 1       |
| 13                  | Україна             | 0      | 3      | 0      | 3       |
| 14                  | Нідерланди          | 0      | 2      | 0      | 2       |
| 14                  | Словенія            | 0      | 2      | 0      | 2       |
| 16                  | Чехія               | 0      | 1      | 2      | 3       |
| 17                  | Кіпр                | 0      | 1      | 0      | 1       |
| 17                  | Норвегія            | 0      | 1      | 0      | 1       |
| 19                  | Ірландія            | 0      | 0      | 3      | 3       |
| 20                  | Румунія             | 0      | 0      | 2      | 2       |
| 21                  | Білорусь            | 0      | 0      | 1      | 1       |
| 21                  | Словаччина          | 0      | 0      | 1      | 1       |
| Загалом (22 збірні) | Загалом (22 збірні) | 26     | 27     | 25     | 78      |

## Відео
- Фінальний забіг на 800 метрів серед чоловіків на YouTube

## Виступ українців
| Чоловіки (13) | Чоловіки (13)       | Чоловіки (13) | Чоловіки (13)     |
| Місце         | Атлет               | Дисципліна    | Результат         |
| ------------- | ------------------- | ------------- | ----------------- |
| 2             | Віктор Ястребов     | потрійний     | 17,25             |
| 2             | Олексій Касьянов    | семиборство   | 6205 NIR          |
|               | Богдан Бондаренко   | висота        | 2,20 (2,27)[a]    |
|               | Євген Нікітін       | семиборство   | 5639              |
| пф            | Олександр Осмолович | 800 м         | 1.49,60           |
| пф            | Віталій Волошин     | 800 м         | 1.52,23 (1.48,26) |
| пф            | Ігор Бодров         | 60 м          | 6,69              |
| заб           | Станіслав Мельников | 400 м         | 47,24             |
| заб           | Олександр Борисюк   | 1500 м        | 3.42,65           |
| заб           | Сергій Лебідь       | 3000 м        | DNF               |
| кв            | Віктор Шаповал      | висота        | 2,22              |
| кв            | Олександр Нартов    | висота        | 2,22              |
| кв            | Євген Семененко     | потрійний     | 16,14             |

| Жінки (6) | Жінки (6)          | Жінки (6)  | Жінки (6)         |
| Місце     | Атлетка            | Дисципліна | Результат         |
| --------- | ------------------ | ---------- | ----------------- |
| 2         | Наталія Пигида     | 400 м      | 51,44             |
|           | Тетяна Петлюк      | 800 м      | 2.03,77 (2.01,21) |
| пф        | Тамара Твердоступ  | 800 м      | 2.03,70           |
| пф        | Наталія Лупу       | 800 м      | 2.05,26 (2.04,26) |
| заб       | Єлизавета Бризгіна | 60 м       | 7,63              |
| кв        | Світлана Мамєєва   | потрійний  | 13,73             |

a  Тут і надалі у дужках вказаний більш високий результат, що був показаний на попередній стадії змагань (у кваліфікації чи забігу).